# Astroblepus festae
Astroblepus festae es una especie de pez  gato de la familia Astroblepidae en el orden de los Siluriformes.

## Morfología
Los machos pueden llegar alcanzar los 10 cm de longitud total.

## Distribución geográfica
Se encuentran en Sudamérica: sur de Ecuador.